# Mouvement d'action populaire unitaire
Le Mouvement d'action populaire unitaire (en espagnol : Movimiento de Acción Popular Unitaria, abrégé en MAPU) est un parti politique chilien de gauche, formé le 19 mai 1969. 

## Création
Le MAPU a été créé le 19 mai 1969 d'une scission de l'opposition au Congrès national de la Démocratie chrétienne en mai 1969, alors que le démocrate-chrétien Eduardo Frei Montalva était au pouvoir. L'opposition de gauche démocrate-chrétienne, en particulier la jeunesse du parti, critiquait en effet ce qu'elle considérait comme une orientation pro-impérialiste et nord-américaine du gouvernement Frei Montalva. 
De jeunes militants tels que Rodrigo Ambrosio, Rafael Agustín Gumucio, Óscar Guillermo Garretón, Alberto Jerez, Julio Silva Solar, Vicente Sota, Enrique Correa Ríos, Carlos Montes, Jacques Chonchol, José Miguel Insulza (ministre de la Concertación dans les années 1990 et élu secrétaire général de l'OEA en 2005), Eduardo Aquevedo, Jaime Estévez, Eduardo Rojas, Tomás Moulian, Gonzalo Ojeda, Samuel Bello, Juan Ruz,Omar Jofré, Gladys Goede, etc., participèrent ainsi à la création du MAPU.
En 1970, celui-ci se joignit à la coalition électorale de l'Unité populaire (UP) qui soutenait la candidature du socialiste Salvador Allende, élu président. Mené par Rodrigo Ambrosio, qui décéda d'un accident en mai 1972, il participa au gouvernement Allende. Jacques Chonchol, qui avait retiré sa candidature lorsque le MAPU décida d'appuyer celle d'Allende, fut ainsi nommé ministre de l'Agriculture.
Au cours de 1971, Allende et d'autres secteurs poussèrent la direction du MAPU à adopter une ligne davantage chrétienne révolutionnaire, plus proche de la théologie de la libération que du marxisme. Une délégation du parti, menée par Jaime Gazmuri et Eduardo Aquevedo, fut invitée à La Havane le 26 juillet 1971, où Fidel Castro lui-même leur enjoint de ne pas adopter une ligne marxiste orthodoxe, alléguant l'existence d'autres partis marxistes et la nécessité de représenter la gauche chrétienne. Les dirigeants du MAPU rejetèrent cependant ce conseil, dont, notamment, Eduardo Aquevedo, très critique par ailleurs vis-à-vis de l'URSS.
Ainsi, lors du IIe congrès du MAPU, en octobre 1972, la tendance d'Aquevedo et de Kalki Glauser l'emporta. Celle-ci défendait un marxisme indépendant, critique envers Moscou et davantage proche du mouvement des non-alignés, ce qui lui valut une certaine réprobation de la part du PCC et du PS. Aquevedo demeura premier sous-secrétaire général, Óscar Guillermo Garretón étant élu secrétaire général du MAPU.
Vers la fin du gouvernement Allende, le MAPU se divisa, en mars 1973, en deux tendances: d'une part le MAPU proprement dit, marxiste-léniniste et dirigé par Óscar Guillermo Garretón et  Eduardo Aquevedo, et d'autre part le MAPU Obrero Campesino (MAPU OC ou MOC, MAPU Ouvrier et Paysan), moins radical et plus proche du PCC, dirigé par  Jaime Gazmuri et Enrique Correa. Les deux tendances continuèrent à participer au gouvernement de l'Unité populaire(UP) , ainsi qu'aux élections générales de 1973, jusqu'au coup d'État du 11 septembre 1973.

## La dictature Pinochet
Comme les autres partis de l'Unité populaire, le MAPU fut proscrit sous la dictature de Pinochet et ses militants persécutés. Il continue toutefois à suivre, entre 1975 et 1976, une politique d'unité populaire. Sous l'effet de la répression de la DINA et de l'opération Condor, une grande partie des militants sont arrêtés, torturés et assassinés. Certains parviennent à survivre en exil.
Eugenio Tironi, membre du groupe de la direction intérieure du MAPU, qui avait succédé à Óscar Garretón, s'exile en Europe. On le charge d'expulser une tendance dite « fractionniste », gauchiste, menée par le premier sous-secrétaire Eduardo Aquevedo et Gonzalo Ojeda. Celle-ci représentait la majorité des militants exilés ainsi qu'un nombre important de militants restés au Chili. Elle préconisait un élargissement de l'Unité populaire jusqu'au MIR, ce à quoi Tironi rétorquait qu'elle menaçait au contraire la cohésion de l'UP. 
À l'intérieur, une nouvelle génération de cadres émerge au fur et à mesure de l'approfondissement de la répression: Carlos Montes, Víctor Jeame Barrueto, Guillermo del Valle, Rodrigo González, Guillermo Ossandón, Ricardo Brodsky et Jaime Manuschevich. Ils critiquent rétrospectivement la participation au gouvernement Allende.
En 1980, alors que l'unité des socialistes n'est pas acquise et que le PC s'apprête à se lancer dans la lutte armée (avec la création, trois ans plus tard, de son bras armé, le FPMR), le MAPU intérieur décide de participer, avec d'autres socialistes modérés (le futur président Ricardo Lagos ou Ricardo Núñez), à la rénovation de la gauche chilienne. Ces efforts donnèrent lieu à la création de la Convergence socialiste (es), initiée dès mai 1979 avec la Gauche chrétienne (es), qui rivalisait avec le PC, le MIR et le Parti radical.
En 1983, ils formèrent le Bloc socialiste (es), dissous en 1988. Ce Bloc, qui comprenait une tendance socialiste liée à Carlos Altamirano, s'éloignait du léninisme et se déclarait anti-communiste, se rapprochant des groupes centristes. Il préconisait la création d'un vaste front social démocratique, non-violent, s'opposant au général Pinochet.
Une partie du MAPU refusa cependant cette nouvelle orientation, et, avec Guillermo Ossandón, créa le MAPU Lautaro, qui se lança dans l'action directe contre la dictature.

### La réunification et la division entre le PPD et le PS
Lors du Congrès (clandestin) de l'Unité, à Punta del Tralca (1985), les secteurs menés par Garretón et Gazmuri fusionnèrent, Víctor Barrueto étant élu secrétaire général. Comme d'autres partis de gauche, ils soutiennent le NON lors du référendum d'octobre 1988 par lequel Pinochet espérait plébisciter le peuple.
La plupart des militants (dont Ricardo Lagos) participèrent ensuite, en 1988, à la création du Parti pour la démocratie (PPD), avant qu'un secteur important ne rejoigne le Parti socialiste. La moitié des cadres et militants se répartissait entre le PPD et le PS. Aujourd'hui dissous, le MAPU continue à irriguer la vie politique chilienne, avec la présence de nombre de ses militants dans les secteurs dirigeants, académiques ou associatifs.

## Militants disparus
Beaucoup de militants du MAPU ont été faits desaparecidos ou/et torturés (certains sont recensés dans le rapport Valech). La Commission Rettig recensa 42 militants disparus ou assassinés.

### Disparitions forcées
Parmi les disparitions forcées, on peut citer: 
- Héctor Vergara Doxrud, séquestré à Santiago le 17 septembre 1974; en avril 2010, le chef de la DINA, Manuel Contreras, a été condamné à 5 ans de prison pour son « enlèvement aggravé »; César Manríquez, inculpé dans d'autres affaires et qui était alors chef de la brigade métropolitaine de la DINA, écopa de 3 ans de prison mais bénéficia de la liberté conditionnelle. Marcelo Morén Brito obtint du sursis et deux autres inculpés, Ciro Torré Sáez, ex-chef administratif de la DINA et carabinieri à la retraite, et l'ex-colonel Orlando Manzo Durán, furent acquittés[1].

- Lucio Hernán Angulo Carrillo (37 ans. Pto. Octay, septembre 1973)
- Levy Segundo Arraño Sancho (27 ans. Quillota, janvier 1974)
- Juan Bautista Bastías Riquelme (25 ans. Allipén, octobre 1973)
- Silvio Francisco Bettancourt Bahamondes (23 ans. Punta Arenas, septembre 1973)
- Rene Burdiles Almonacid (21 ans. Puerto Octay, septembre 1973)
- Raúl Iván Cárcamo Aravena (32 ans. Viña Del Mar, août 1977)
- Gastón De Jesús Cortés Valdivia (39 ans. Antofagasta, janvier 1974)
- Luis Eduardo Durán Rivas (29 ans. Santiago, septembre 1974)
- Luis Enrique González González (26 ans. Santiago, mars 1975)
- Reinaldo Luis Jeldres Riveros (33 ans. Chillán, septembre 1973)
- Sergio Hernán Lagos Hidalgo (30 ans. Santiago, septembre 1974)
- Alberto Leiva Vargas (33 ans. Paine, septembre 1973)
- Maria Cecilia Magnet Ferrero (27 ans. Buenos Aires, juillet 1976)
- Juan Bosco Maino Canales (27 ans. Santiago, mai 1976)
- Sergio Adrián Maureira Lillo (46 ans. Lonquén, octobre 1973)
- José Manuel Maureira Muñoz (26 ans. Lonquén, octobre 1973)
- Rodolfo Antonio Maureira Muñoz (22 ans. Lonquén, octobre 1973)
- Segundo Armando Maureira Muñoz (24 ans. Lonquén, octobre 1973)
- Sergio Miguel Maureira Muñoz (27 ans. Lonquén, octobre 1973)
- José Rosendo Pérez Ríos (24 ans. Argentine, octobre 1973)
- Elizabeth Mercedes Rekas Urra (27 ans. Santiago, mai 1976)
- Héctor Patricio Vergara Doxrud (32 ans. Santiago, 17 septembre 1974)

Liste établie par la Commission Rettig

### Assassinats
- René Guillermo Aguilera Olivares (41 ans. Tué lors d'une fusillade. Valparaíso, septembre 1973)
- Hernaldo Aguilera Salas (28 ans. Assassiné. Freire, octobre 1973)
- Carlos Enrique Alcayaga Varela (38 ans. Assassiné. La Serena, octobre 1973)
- José Rufino Córdova Croxato (35 ans. Assassiné. Pisagua, octobre 1973)
- Nelson Jorge Flores Zapata (29 ans. Assassiné. Santiago, octobre 1973)
- Oscar Armando Gómez Farias (31 ans. Assassiné. Tejas Verdes, décembre 1973)
- Roberto Darío Hernández Andrade (26 ans. Assassiné. Santiago, septembre 1973)
- José Gregorio Hernández Andrade (27 ans. Assassiné. Santiago, septembre 1973)
- Lincoyán Carlos Huenul López (25 ans. Assassiné. Santiago, septembre 1973)
- Jorge Andrés Lamana Abarzua (27 ans. Assassiné. Laja, septembre 1973)
- Pedro Meneses Brito (30 ans. Assassiné. Paine, octobre 1973)
- Leomeres Monroy Seguel (25 ans. Assassiné. Freire, octobre 1973)
- Miguel Ángel Moyano Santander (24 ans. Assassiné. San Antonio, février 1974)
- Eugenio Ruiz-Tagle Orrego (26 ans. Assassiné. Antofagasta, octobre 1973)
- Luis Onofre Sáez Espinoza (37 ans. Assassiné. Laja, septembre 1973)
- Eduardo Toledo Cartes (36 ans. Décédé des suites de torture. Los Angeles, août 1974)
- Jorge Manuel Vásquez Matamala. (52 ans. Assassiné. La Serena, septembre 1973)
- Oscar Vega González. (67 ans. Suicide au camp de concentration de Chacabuco, novembre 1973)
- Gabriel Gonzalo Vergara Muñoz (22 ans. Assassiné. La Serena, octobre 1973)
- Michael Roy Woodward Iriberri (42 ans. Décédé des suites de torture. Valparaíso, septembre 1973)

Liste établie par la Commission Rettig

## Élus

### Sénateurs
Période de 1969 à1971
| Nom                 | Province                          | Circonscription (es)     | Période                    |
| ------------------- | --------------------------------- | ------------------------ | -------------------------- |
| Alberto Jerez Horta | Concepción, Ñuble, Biobío, Arauco | 7° Agrupación Provincial | 1971 - 1971 Élu par le PDC |

### Députés
Période 1969-1973
| Nom               | Province             | Circonscription (es)         | Période                                                            |
| ----------------- | -------------------- | ---------------------------- | ------------------------------------------------------------------ |
| Julio Silva Solar | Province de Santiago | 7.3 Agrupación Departamental | 1969 - 1971 Élu par le PDC, membre en 1971 de la Gauche chrétienne |

Période 1973-1973
| Nom                      | Province               | Circonscription (es)        | Période     |
| ------------------------ | ---------------------- | --------------------------- | ----------- |
| Alejandro Bell           | Province de Linares    | 14 Agrupación Departamental | 1973 - 1973 |
| Óscar Guillermo Garretón | Province de Concepción | 17 Agrupación Departamental | 1973 - 1973 |